# Cratere Amaral
Amaral  è un cratere sulla superficie di Mercurio.